# Shikoku Denryoku

Versorgungsbereich

Shikoku Denryoku K.K. (japanisch 四国電力株式会社 Shikoku denryoku kabushiki kaisha; wörtlich: Elektrische Energie Shikoku; kurz: 四電, Yonden; englisch Shikoku Electric Power Co., Inc.) ist einer der kleineren japanischen Energieversorger.
Der Versorgungsbereich umfasst die Inselregion Shikoku mit den Präfekturen Tokushima, Kōchi, Ehime und Kagawa mit insgesamt etwa 2,5 Millionen Kunden.

## Geschichte
Kurz vor Beginn des Zweiten Weltkriegs wurden im April 1939 alle stromerzeugenden Unternehmen verstaatlicht und 1942 zu neun Staatsunternehmen zusammengefasst. Auf Betreiben von Yasuzaemon Matsunaga, dem Vorsitzenden des Rates zur Reorganisation der Stromindustrie, ließen die Alliierten Besatzungsbehörden diese neun Unternehmen zum 1. Mai 1951 privatisieren, wobei eines davon die Shikoku Denryoku war. Diese behielten zunächst ihre regionalen Monopole und ab der ineffektiven Liberalisierung des Strommarktes 1995 regionale Quasi-Monopole.

## Stromerzeugung
Das Kernkraftwerk Ikata gehört dem Unternehmen.
| Art      | Megawatt |
| -------- | -------- |
| Hydro    | 1.143    |
| Thermal  | 3.696    |
| Nuklear  | 890      |
| Sonstige | 1        |